# Крещение при Савице
Крещение при Сави́це или Крещение у Савицы (словен. Krst pri Savici) — эпическая поэма словенского поэта Франце Прешерна. Повествует о любви во время насильственной христианизации предков словенцев.

## Создание и публикация
Поэма была написана на бохоричице в период с июля 1835 по январь 1836 и опубликована самим Прешерном в апреле 1836 года. В печать вышла в Любляне в количестве 600 копий в типографии Й. Блазника.

## Структура
Поэма насчитывает более 500 стихов и состоит из трёх частей. Первая часть поэмы, добавленная примерно десятью годами позже, — это сонет, посвящённый умершему товарищу Прешерна Матии Чопу. Вторая часть, названная «Введение», описывает финальную битву между христианами и язычниками-славянами во главе с главным героем Чертомиром. Она состоит из 25 трёх- и четырёхстиший, посвященных размышлениям о судьбах народа. Третья часть, названная «Крещением», посвящена романтическим отношениям между Чертомира и его возлюбленной Богомилы, которая была жрицей богини Живы, но потом приняла христианство. Она уговаривает Чертомира также принять крещение. Эта часть состоит из 53 октав, она менее эпическая, чем предыдущая, и посвящена главным образом переживаниям и судьбе человека. Развита тема национального самосознания словенцев в контексте обращения в христианскую веру.
Поэма выдержана в строго католическом духе, причём сильно выступает почитание Мадонны.

## В музыке
- Югославский композитор Божидар Широла (1889—1956) использовал поэму для либретто своей кантаты «Крещение при Савице» (Krst na Savici)[3];
- В 1920 году словенский композитор Славко Остерц (1895—1941) использовал мотивы произведения Прешерна в симфонической поэме «Крещение при Савице» (Krst pri Savici). Впервые она была исполнена 22 февраля 1921 года в городе Птуй мариборским военным оркестром — это было его первое произведение, которое было представлено на концерте. Произведение было исполнено тем же оркестром 22 апреля в Целе в поддержку строительства там православного храма. К августу 1921 года он также написал неоромантическую оперу под тем же названием, которая, однако, так и не была исполнена. Либретто было написано знаменитым словенским педагогом Густавом Шилихом[4];
- Третий альбом словенской музыкальной группы Laibach «Крещение под Триглавом» имеет отсылки к творению Прешерна;
- Поэма легла в основу либретто написанной в 2015 году камерной оперы «Крещение при Савице» словенского композитора Тома Кобе (р. 1988). Постановка оперы при содействии Юрия Слатконя (Jurij Slatkonja) в городе Ново-Место в ноябре 2015 года прошла с большим успехом[5].

## Перевод на русский
Перевод на русский язык осуществил филолог Фёдор Евгеньевич Корш в 1901 году.